# 25 de Mayo (Misiones)
25 de Mayo – miasto w Argentynie, w prowincji Misiones, w departamencie 25 de Mayo.
Według danych szacunkowych na rok 2010 miejscowość liczyła 3 838 mieszkańców.